# Castle Hill (Maine)
Pour les articles homonymes, voir Castle Hill.
Castle Hill est une ville située dans l’État américain du Maine, dans le comté d’Aroostook. 